# قنطرة شولينين

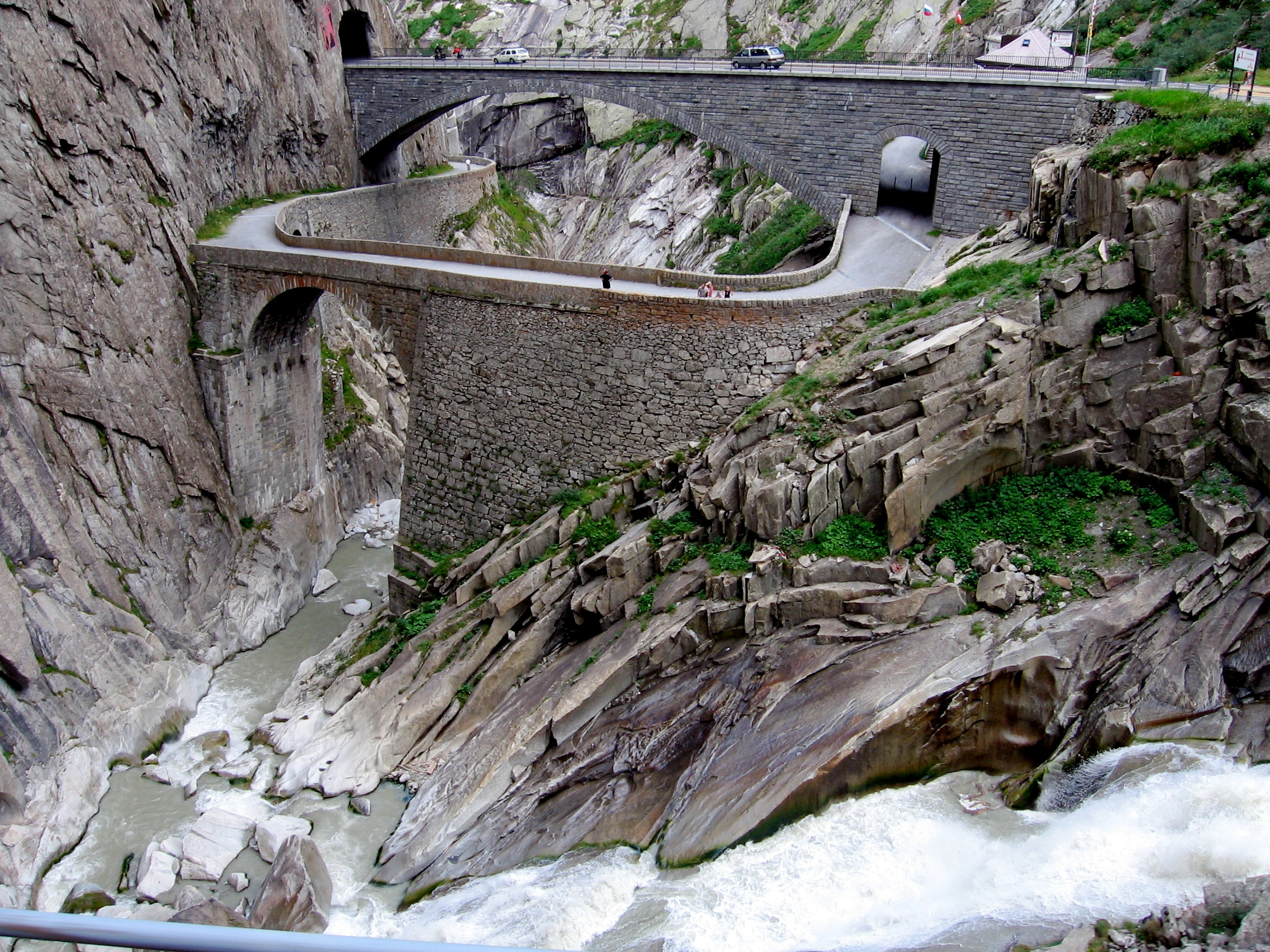
الجزء الضيق من الأخدود حيث بنيت القنطرتين الثانية والثالثة.

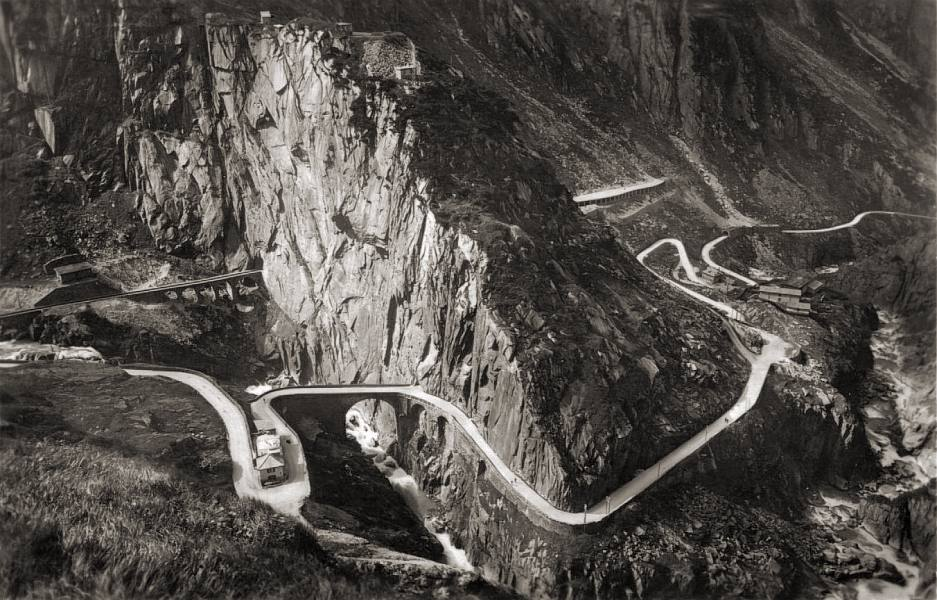
أخدود شولينين في عام 1934. ويبدو في الخلفية خط سكك حديد شولينين.

قنطرة شولينين وتسمى أيضا قنطرة الشيطان في شولينين (بالألمانية: Schöllenenschlucht) أو أخدود شولينين  هي قنطرة بالغة الصعوبة مبنية في أخدود شولينين الموجود في المقاطعة السويسرية كانتون أوري بين مدينة «غوشينين» في الشمال ومدينة أندرمات في الجنوب. يمر نهر «رويس» في الإخدود على عمق سحيق. وفوق النهر بنيت قنطرة الشيطان  منذ حوالي القرن الثاني عشر.
كان اخدود شولينين عائقا منيعا على طريق ممر غوتهارد (غوتهارد باس) الذي يربط بين كانتون أوري وكانتون تيسين في سويسرا. ويعتقد أن سكان «والز» هم أول من جرأ على بناء أول قنطرة على الأخدود، وكان ذلك نحو عام 1200 بعد الميلاد.

## أسطورة قنطرة شولينين
نشأت مع قنطرة شولينين أسطورة، تقول أنه عندما فشل سكان «أورنر» في بناء قنطرة على أخدود شولينين نادى أحدهم من يأسه:«ربما لا يبنيك إلا الشيطان». وعلى الفور ظهر الشيطان لهم وعقد معهم عقدا. مضمون العقد هو أن يحل للشيطان بعد بناء القنطرة حق قبض روح أول من يمر عليه. وبعد أن قام الشيطان ببناء الفنطرة فوق الأخدود أرسل الأورنر بذكائهم أحد الجديان ليمر فوق القنطرة. فثار الشيطان على تلك الحيلة. وجمع قواه ورفع صخرة في حجم منزل وأراد به تدمير القنطرة. عندئذ اعترضت عليه امرأة مؤمنة ورسمت صليبا على الصخرة، مما أزعج الشيطان عند رؤية الصليب فرما الصخرة خطأ ولم يصيب القنطرة. سقطت الصخرة إلى قاع الاخدود عند قرية «غوشينين» ولهذا يسميه السكان «صخرة الشيطان».
في عام 1973 قامت الحكومة السويسرية بإزاحة صخرة الشيطان التي تزن نحو 2000 طن من مكانها لإتاحة امكانية بناء الطريق السريع غوتهارد (الطريق السريع 2 في سويسرا). تكلفت إزاحة صخرة الشيطان نحو 300.000 فرنك سويسري؛ لإزاحتها مسافة 130 متر.

## صور

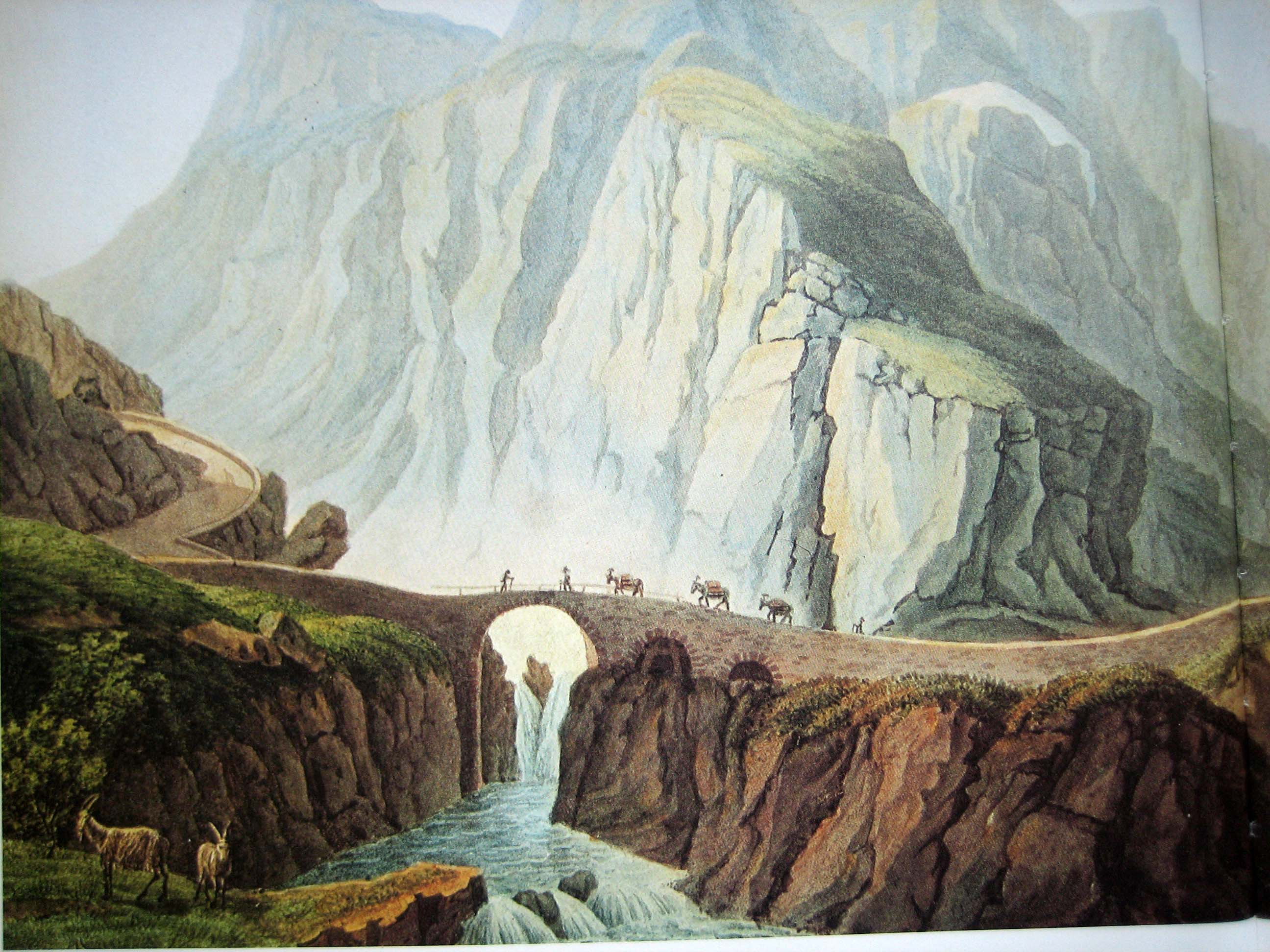
قنطرة الشيطان الأولى
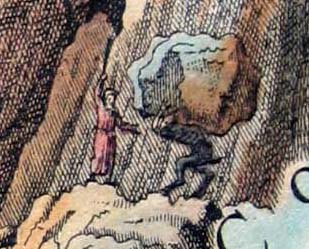
رسم المرأة المؤمنة والشيطان من عام 1712
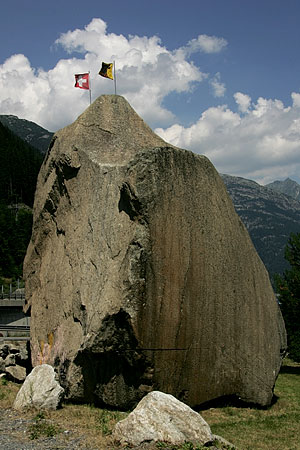
صخرة الشيطان اليوم
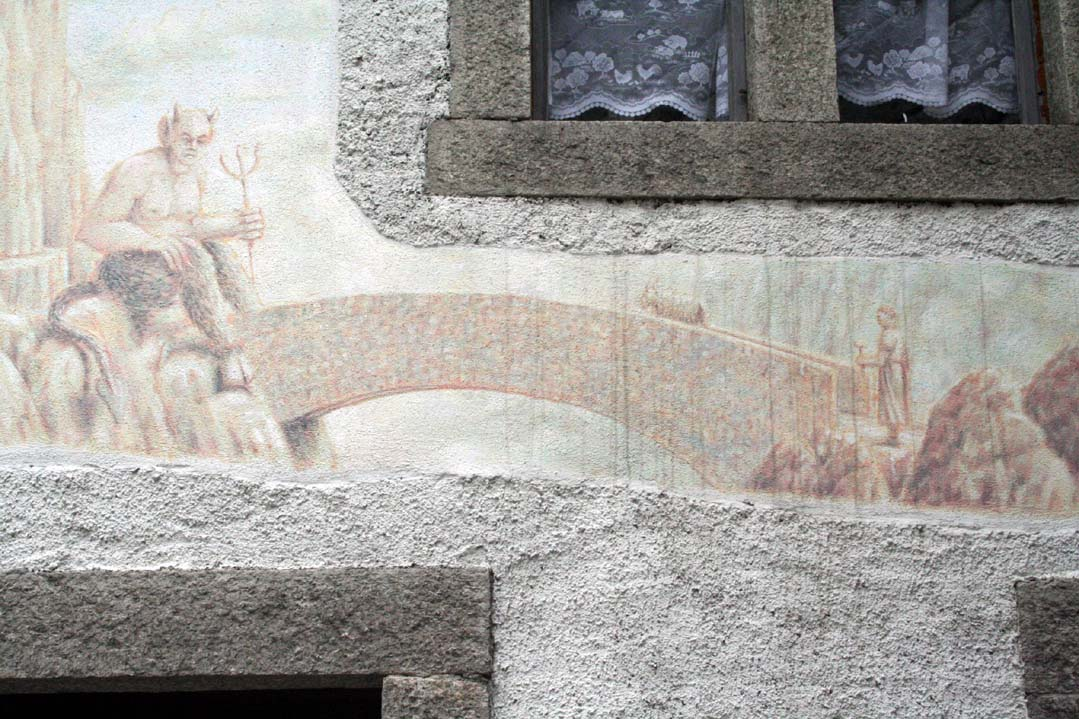
رسم على الحائط لأسطورة قنطرة الشيطان.
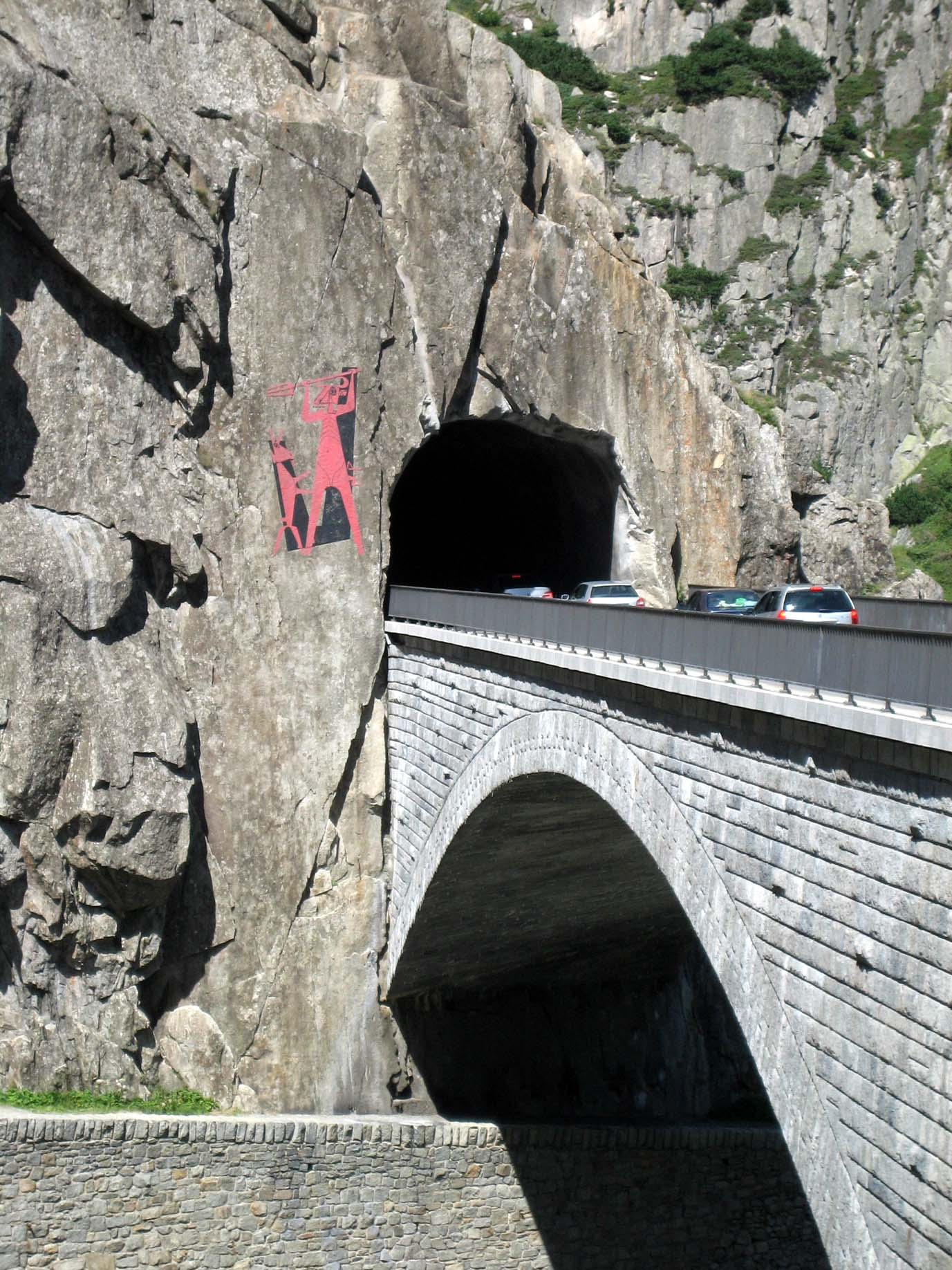
قنطرة الطريق السريع ورسم للشيطان
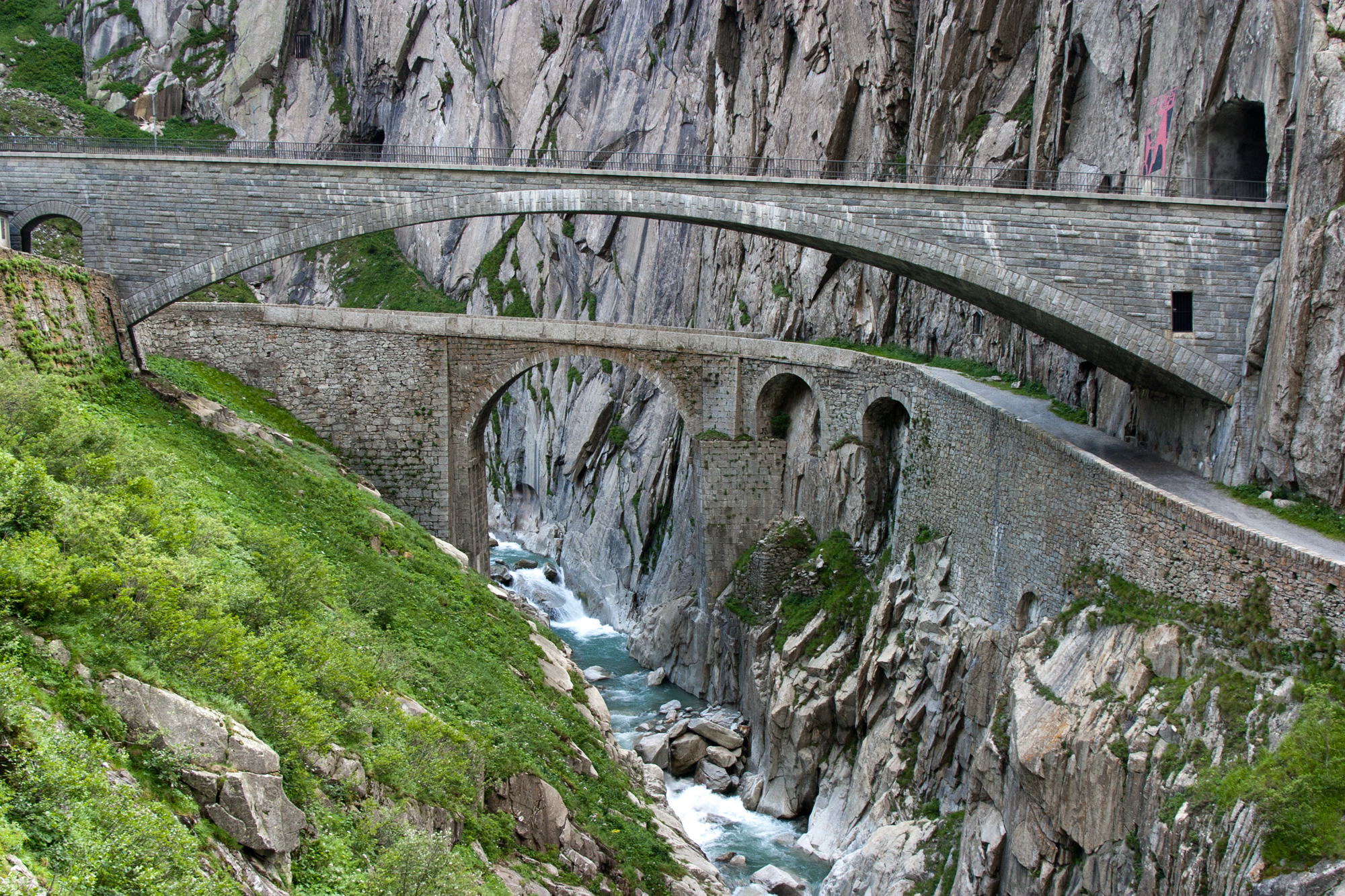
القنطرة الثانية (في الخلف) والقنطرة الثالثة (في الأمام) وفي الوسط أساس القنطرة الأولى.
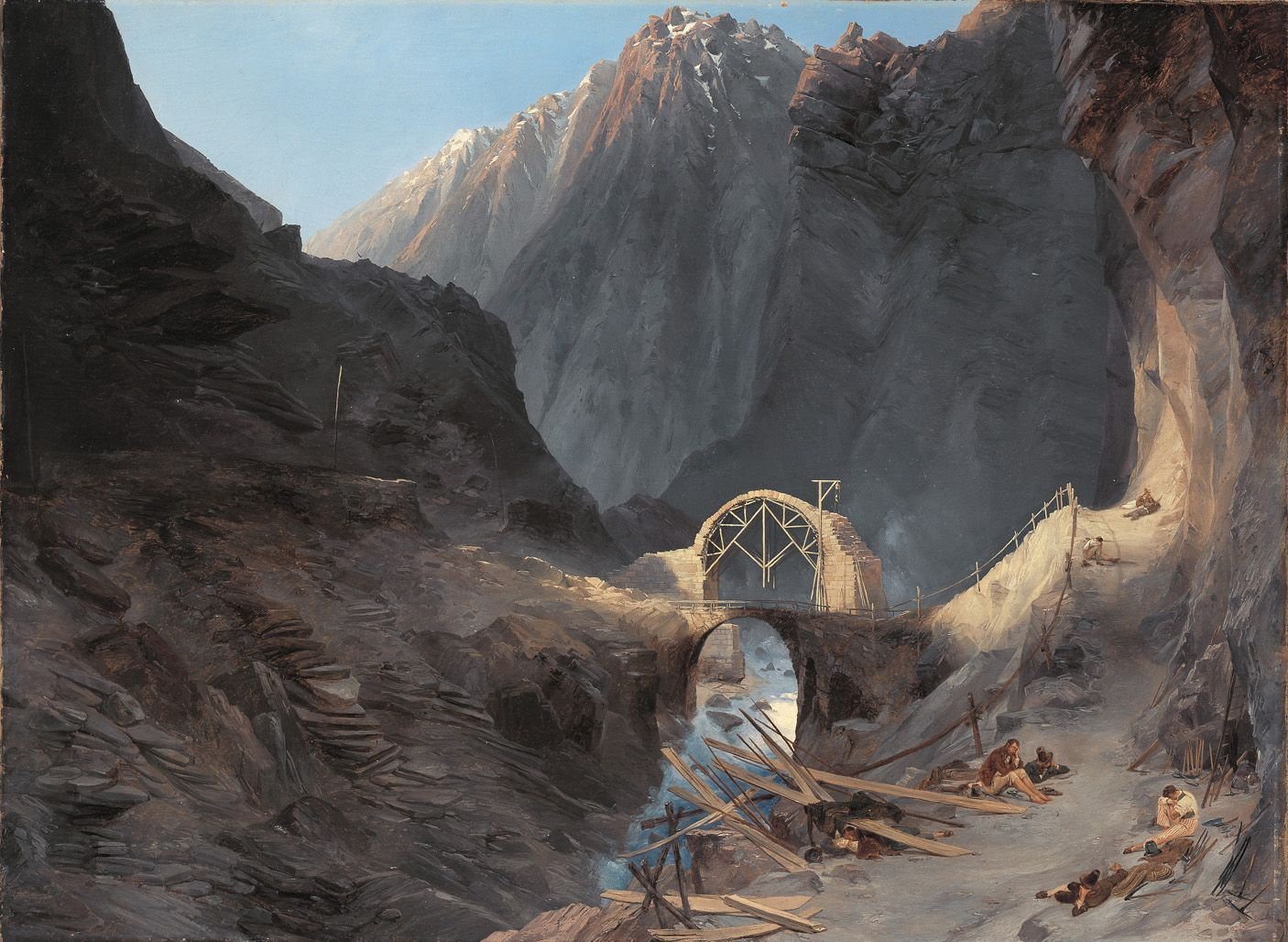
بناء القنطرة الثانية، لوحة للفنان كارل بليخين 1833

## اقرأ أيضا
- أندرمات
- كانتون أوري